# Ци
Вижте пояснителната страница за други значения на Ци.
Ци или чи (на пинин qǐ) според китайската философия е естествената енергия, която изпълва, пронизва вселената и присъства непрекъснато във всички живи организми и неживи обекти, основна сила на всяко движение във вселената, било то физическо или умствено. Всяко движение на материалните и нематериалните обекти е следствие на движението на Чи. Това обхваща абсолютно всички възможни аспекти на движението: от това на небесните тела (планети, звезди, комети, прах и т.н.), до това на атомите, молекулите и елементарните частици – доколкото Чи присъства в макрокосмоса (или във външната орбита) и на движението на жизнената сила в рамките на човешкото тяло, дотолкова Чи присъства в микрокосмоса (Според китайската терминология микрокосмосът е човекът, а макрокосмосът – всичко останало. Белият дроб е част от микрокосмоса, но клетките, които го изграждат, вече са част от макрокосмоса). Всяко едно взаимодействие, е свързано с обмяната на Чи, между взаимодействащите макрокосмос и микрокосмос. Чи притежават всички живи организми. В този смисъл всяко живо същество има собствена Чи. В този смисъл съществуват понятия „животинска Чи“, различна за всеки отделен вид животно, „човешка Чи“ и т.н., като в този случай терминът означава не толкова самата Чи, която не може да бъде определена количествено или качествено, а начина, по който тя протича в съответото същество или предмет. Хармонията на чи, хармонията между ин и ян е в основата на здравето, правилното развитие и т.н. Всеки конфликт или проблем – душевен или физически, възниква именно поради дисхармонията на циркулирането на Чи в рамките на микрокосмоса и макрокосмоса. Тези, които се занимават с чигун, бойни изкуства или други практики, свързани с правилното движение на Чи в човешкото тяло, при продължителна практика постигат хармонията на вътрешната Чи, хармония между микрокосмоса и макрокосмоса, които влияят един на друг в еднаква степен.

## Етимология
Етимологичното обяснение на формата на логограмата за чи е традиционната форма 氣, която е „поток (气), издигащ се от ориза (米), докато се готви“. Най-ранният начин за изписване на чи се състои от три вълнообразни линии, използвани за да представят когато някой диша в студен ден. По-късна версия, 气, идентична на днешния опростен символ е стилизирана версия на същите тези три линии. Изглежда, по някаква причина ранните автори в китайски решават за необходимо да заместят 气 със сроден символ, който означава храна, която други хора в социален контекст консумират, като храна за гости. Съответно символът комбинира трите линии за чи със символ за ориз. Така 气 заедно с 米 формира 氣, и това е традиционният символ, който се използва и днес.

## Практики, които включватчи

### Фен Шуй
Основна статия: Фен шуй
Традиционното китайско изкуство на геомантията, разполагането и аранжировката на пространството се нарича Фен Шуй, то е базирано на изчисления за баланса на чи, взаимодействия между петте елемента, ин и ян и други фактори. Задържането, блокажа или разсейването на чи се смята, че има негативен ефект върху здравето, благосъстоянието, нивото на енергия, късмета и други аспекти, касаещи, тези които се разполагат в дадено пространство.
Качествата на всеки обект в пространството имат ефект върху движението или потокът на чи, като го забавят, пренасочват или ускоряват, което се смята, че има влияние върху нивото на енергия на тези, които се разполагат в дадено пространство.

### Чигун
Основна статия: Чигун
Чигун (气功 или 氣功) е практика, включваща медитация (концентрация, при която не се мисли, мислите се избягват), но също така и физически упражнения, които имат ефект върху дишането и мускулатурата, и движението на енергията, и т.н., така че това е практика, която традиционно е разглеждана като култивираща и балансираща чи. Чигун има за основа китайската философия, но също така и китайската традиционна медицина, както и бойни изкуства (кунг фу). Днес, чигун е практикуван навсякъде по света, както и България, основно заради здравословния си ефект, като раздвижващи упражнения, медитативните практики, както и в тренирането на бойни изкуства.

### Бойни изкуства
Основна статия: Бойни изкуства
Чи е дидактическа концепция в много китайски, корейски и японски бойни изкуства. Чигун се използва както за вътрешните, така и за външните стилове на китайските бойни изкуства , както и при други източни бойни изкуства. Култивирането на чи съпътства физическата подготовка в китайските бойни изкуства и спомага за по-доброто изпълнение на различните движнения и техники.

### Акупунктура
Основна статия: Акупунктура
Акупунктурата е вид китайска традиционна медицина, която включва натиск (с пръсти или може да се използват и игли) върху акупунктурни точки, за да се регулира баланса на чи, нейното движение, циркулация и т.н.

## Употреба на понятието според областта
В българската терминология, както и при останалите индоевропейски езици, терминът Чи се свързва с практиките на чи гун, бойните изкуства, Фън Шуй, китайската астрология и традиционната китайска медицина. Всяка теоретична разработка в тези области е невъзможна без употребата на този термин. Трябва да се знае обаче, че в тези случаи при превода на български се вземат определени аспекти на значението на Чи, които, макар и в повечето случаи верни, се отнасят към понятието по-скоро косвено, т.е. не обхващат неговата пълнота. При бойните изкуства може да се срещнат изразите „Чи на противника“, „Чи на оръжието“. В медицината – „Чи на далака“, „Чи на стомаха“ и др. Именно в този случай Чи се използва в значението си на начин, по който всеобхватната енергия прониква и преминава през един или друг психически или физически обект или субект. Използването на термина в тези значения е неизбежно, не е неправилно, но е ограничено като разбиране, особено при превод от китайски, тъй като думата Чи няма строго съответствие в нашия език.
След все по-широкото навлизане на знанията за Фън Шуй в България, трябва да се знае, че в това древно учение, издържало проверката на времето в петхилядолетното си съществуване, Чи е по-широко и всеобхватно понятие. Във Фън Шуй всемирната енергия Чи се проявява като дух, енергия, поле, материя, сила, чувство и мисъл. Непрекъснатото ѝ движение и постоянна промяна е графично изобразено в знака Ин-Ян.